# Beqaa (tỉnh)
Beqaa hay Bekaa (tiếng Ả Rập: البقاع Al-Biqā') là tỉnh (muhafazah) của Liban, giáp biên giới với các tỉnh Homs và Rif Dimashq của Syria. Tỉnh lỵ là Zahlé. Tỉnh có diện tích 4.429 km². Tỉnh Beqaa là trung tâm nông nghiệp chính của Liban. Hơn 40% diện tích đất canh tác của Liban tập trung tại quận Baalbek và Hermel của tỉnh.

## Địa lý
Tỉnh Beqaa nằm giữa hai dãy núi là dãy núi Tây Liban và dãy núi Đông Liban. Có hai dòng sông chảy ra tỉnh: sông Litani và sông Asi. Tỉnh này bao hàm thung lũng Beqaa (hay Bekaa).
Nhiệt độ trong năm dao động từ -10 °C đến 35 °C. Mùa đông có mưa nhiều và có tuyết rơi.

## Quận
Tỉnh Beqaa được phân thành năm* quận (qadaa):
| STT | Quận               | Quận lỵ      | Số thành phố |
| --- | ------------------ | ------------ | ------------ |
| 1   | Zahlé              | Zahlé        | 29           |
| 2   | Baalbek            | Baalbek      | 58*          |
| 3   | Hermel             | Hermel       | 5*           |
| 4   | Rashaya (Rachaiya) | Rashaya      | 26           |
| 5   | Tây Beqaa          | Joub Jannine | 29           |

Ghi chú:
* Căn cứ đạo luật 522 ngày 16 tháng 7 năm 2003 thì hai quận Baalbek và Hermel được tách ra lập thành tỉnh mới là tỉnh Baalbek-Hermel. Tỉnh lỵ đóng tại Baalbek.

## Du lịch
Zahlé, Baalbek, Machgara, Niha, Anjar, Qab Elias, Kfar Zabad, Karaon Dam, Chtaura và Furzul là những điểm đến chính. Tỉnh nằm trên tuyến đường cổ giữa Liban, Syria và phần còn lại của thế giới Ả Rập. Tỉnh nổi tiếng với ngành sản xuất rượu vang, hội hè và ẩm thực.